# Língua mampruli
Mamprusi (autônimo Mampruli, Mampelle, Ŋmampulli) é uma língua gur falada no norte de Gana pelo povo de mesmo nome. É parcialmente mutuamente inteligível com língua dabani. A língua mamprusi é falada em um amplo cinturão nas partes do norte da Região Norte de Gana, estendendo-se de oeste a leste de Yizeesi a Nakpanduri e centrado nas cidades de  Gambaga/Nalerigu e Walewale. Em Mamprusi, um falante é um Ŋmampuriga, muitos (plural) são Ŋmampurisi e a terra dos Mamprusi é Ŋmampurigu.

## Classificação
A língua pertence à família Gur, que faz parte das línguas nigero-congolesas, que cobre a maior parte da África Subsaariana (Bendor-Samuel 1989). Dentro de Gur pertence ao subgrupo Oti–Volta ocidental, e particularmente ao seu grupo sudeste de seis a oito línguas (Tony Naden 1988, 1989). Línguas intimamente relacionadas e muito semelhantes faladas nas proximidades são Dagbani, Nanun, Kamara e Hanga na Região Norte, e Kusaal, Nabit e Talni na Região Alto Leste. Não tão intimamente relacionados são Farefare, Waali, Dagaari, Birifor e Safalaba no Alto Oriental e sudoeste da Região Norte.
Comparativamente, pouco material linguístico sobre o idioma foi publicado; há um breve esboço como ilustração deste subgrupo de línguas em Naden 1988. Uma coleção de provérbios Mampruli foi publicada por R.P. Xavier Plissart, e uma tradução do Novo Testamento está impressa, uma amostra que pode ser lida e ouvida online. Há também aulas iniciais de Mampruli nas quais a língua falada pode ser ouvida.

## Dialetos
Há relativamente pouca variação nos dialetos. O do oeste (Walewale ao Volta Branco) e do extremo oeste (oeste do Volta Branco, área conhecida por  aqueles a leste como "Overseas") têm alguns padrões de pronúncia variantes. O dialeto do Extremo Oriente conhecido como Durili é mais notável por pronunciar [r] e [l] onde o resto de Mampruli pronuncia [l] e [r] respectivamente, e para alguns padrões de entonação característicos.

## Fonologia

### Consoantes
|                |                | Labial | Alveolar | Palatal | Velar | Labial-velar |
| -------------- | -------------- | ------ | -------- | ------- | ----- | ------------ |
| Nasal Oclusiva | Nasal Oclusiva | m      | n        | ɲ       | ŋ     | ŋ͡m           |
| Oclusiva       | surda          | p      | t        |         | k     | k͡p           |
| Oclusiva       | sonora         | b      | d        |         | ɡ     | ɡ͡b           |
| Fricativa      | surda          | f      | s        |         |       |              |
| Fricativa      | sonora         | v      | z        |         |       |              |
| Lateral        | Lateral        |        | l        |         |       |              |
| Semivogal      | Semivogal      | ʋ      | r        | j       |       |              |

### Vogais
Mampruli tem dez vogais fonêmicas: cinco vogais curtas e cinco longas:
|         | Anterior | Anterior | Central | Central | Posterior | Posterior |
| curta   | longa    | curta    | longa   | curta   | longa     |           |
| ------- | -------- | -------- | ------- | ------- | --------- | --------- |
| Fechada | i        | iː       |         |         | u         | uː        |
| Medial  | e        | eː       |         |         | o         | oː        |
| Aberta  |          |          | a       | aː      |           |           |

## Escrita
Mampruli é escrito com o alfabeto latino, mas a taxa de alfabetização é bastante baixa. A ortografia usada atualmente representa uma série de distinções alofônicas]]. Há uma descrição do processo de formulação da ortografia.

### Alfabeto
| a | aa | b | d | e | ɛ | ee | f | g | ' | gb | gy | h | i | k | kp | ky | l | m | n | ny | ŋ | ŋm | o | ɔ | oo | p | r | s | t | u | uu | w | y | z | ’ |

## Gramática
Mampruli tem um sistema gramatical Oti-Volta bastante conservador. A ordem constituinte em sentenças Mampruli é geralmente agente-verbo-objeto. Existe um estudo gramatical simples e não técnico

## Léxico
O bastante incomum dicionário trilíngue (Mampruli-Espanhol-Inglês)  foi substituído pelo glossário simples mais confiável: um dicionário Mampruli completo está em preparação. Uma amostra de cem palavras pode ser vista no site Kamusi project